# Prezidentské volby v Moldavsku 2011–2012
Prezidentské volby v Moldavsku 2011–2012 se konaly 16. prosince 2011. Prezident byl zvolen parlamentem v nepřímé volbě. Po neúspěchu voleb 16. prosince se 15. ledna 2012 uskutečnil druhý pokus. Toto hlasování však bylo zrušeno jako protiústavní, protože neproběhlo v tajném hlasování. Dne 16. března parlament zvolil Nicolae Timoftiho prezidentem 62 hlasy ze 101, přičemž PCRM volby bojkotovala, čímž byla ukončena politická krize trvající od dubna 2009.

## Pozadí
Po parlamentních volbách, které se konaly 5. dubna 2009, získala PCRM 49,48 % hlasů a 60 mandátů, což je o jeden mandát méně, než aby byl zvolen prezident. Předsedou parlamentu byl zvolen Vladimir Voronin, dosavadní prezident, který si rovněž ponechal funkci prezidenta s prozatímním statusem. V dubnu 2009 následovaly protesty a nepokoje opozičních aktivistů uprostřed občanských nepokojů. PCRM pak nedokázala během prezidentských voleb v květnu a červnu 2009 získat jeden hlas navíc ze 41 poslanců tří opozičních stran; bylo nutné uspořádat mimořádné parlamentní volby. Parlamentní volby v červenci 2009 vedly k tomu, že PCRM ztratila další křesla ve prospěch koalice opozičních stran, která získala 53 mandátů. Opozice však rovněž nezískala dostatečný počet křesel pro volbu prezidenta, což vyvolalo další nejistotu. Voronin 2. září oznámil, že hodlá rezignovat s tím, že jeho pozice úřadujícího prezidenta se stala „nejasnou a pochybnou". Dne 11. září rezignoval a zaslal dopis parlamentnímu sekretariátu.
Hlasováním 52 poslanců byla funkce prezidenta Moldavské republiky prohlášena za uvolněnou. Proto se v souladu s článkem 91 ústavy, který stanoví, že „odpovědnost za výkon funkce přechází ad interim na předsedu parlamentu nebo předsedu vlády, a to v tomto pořadí", stal Mihai Ghimpu prozatímním prezidentem Moldavské republiky.
Moldavský ústavní soud již dříve, 17. září, potvrdil legitimitu Mihaie Ghimpua jako úřadujícího prezidenta Moldavska, což mu dávalo právo jmenovat předsedu vlády. Téhož dne Ghimpu podepsal dekret, kterým jmenoval Vlada Filata do funkce předsedy vlády.

## Kalendarizace
Po výslechu, který podali čtyři poslanci PCRMm Moldavský ústavní soud 8. února 2011 rozhodl, že parlament je jedinou institucí, která může rozhodnout o termínu konání nových prezidentských voleb, neboť dvouměsíční lhůta po skončení mandátu předchozího prezidenta, jak předpokládá ústava, uplynula.
Dne 20. října 2011 moldavský parlament rozhodl o konání prezidentských voleb 18. listopadu 2011.

## Kandidatury
4. listopadu 2011 Igor Dodon oznámil, že spolu s poslankyněmi Zinaidou Greceanii a Veronicou Abramciucovou vystoupí ze Strany komunistů. Dodon prohlásil, že oni tři budou hlasovat pro prezidenta, který bude nezávislý na jakékoli straně, alianci nebo jiném politickém subjektu. Učinili tak kvůli bojkotu voleb ze strany PCRM, což prakticky umožnilo prolomit patovou situaci dohodou s většinovou koalicí, které chyběly dva hlasy k překročení volebního prahu.
Nicméně dne 15. listopadu uplynula lhůta pro podání přihlášek uchazečů, aniž by byla podána jakákoli přihláška. Zákony země nepočítali se situací, kdy nebude žádný prezidentský kandidát, ale volby by byly pravděpodobně odloženy nebo zrušeny. Podle moldavských zákonů lze prezidentské volby opakovat pouze jednou. Pokud se ani druhý pokus nezdaří, musí země uspořádat předčasné parlamentní volby.
Po dvou neúspěšných kolech volby prezidenta měla AEI dva kandidáty: Veronica Bacalu, bývalá viceguvernérka Národní banky Moldavska, která pracovala ve Světové bance a byla nominována Liberálně demokratickou stranou, a Ion Ababii, bývalý ministr zdravotnictví, který byl nominován Demokratickou stranou. Kompromisním kandidátem se nakonec stal předseda Nejvyššího magistrátu soudce Nicolae Timofti. Ten prohlásil, že bude udržovat „strategické vazby" se Spojenými státy, Ruskem a Německem, stejně jako bude stát o urovnání sporu o Podněstří; a dodal, že „Moldavsko se musí stát mostem mezi Východem a Západem, z něhož může pouze vzejít".

## Volby
Poté, co se postupně nepodařilo zvolit prezidenta, měla země více než 900 dní úřadujícího prezidenta. Ke schválení prezidenta bylo zapotřebí 60 % hlasů.
Podle článku 80 ústavy: „Prezident Moldavska se ujímá úřadu v den složení přísahy a jeho funkční období trvá 4 roky."

### První pokus

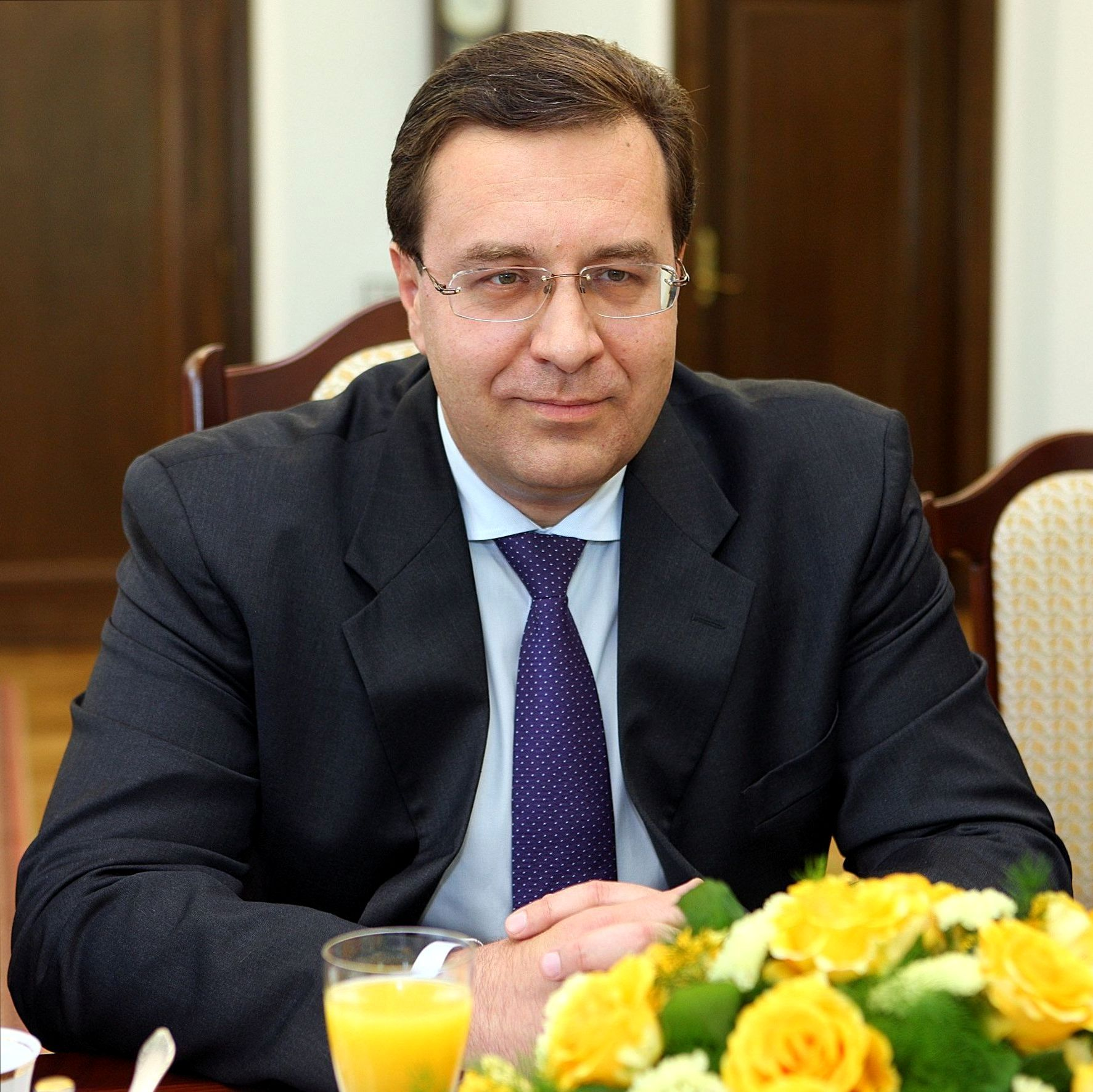
Marian Lupu

Dne 2. prosince byl na 16. prosince stanoven pokus o získání kandidátů pro volby. Současně byla přijata revize volebního zákona, která tvrdila, že volby se budou konat pouze v případě, že budou existovat nějací kandidáti, a pouze tehdy, pokud bude při hlasování přítomno alespoň 61 poslanců. Pokud by volby opět nebyly úspěšné, musely by se konat předčasné parlamentní volby (což by byly po letech 2009 a 2010 již třetí takové volby).
Tři poslanci PCRM, kteří přeběhli, se hlasování zúčastnili (ostatní poslanci PCRM ho opět bojkotovali), ale hlasovali proti Marianu Lupovi, který byl jediným kandidátem. Další pokus byl stanoven na 15. ledna 2012. Lupu však oznámil, že se voleb nezúčastní, a prohlásil, že vládní strany jsou připraveny nominovat kompromisního kandidáta.

### Druhý pokus
V prosinci 2011 se John Onoje, rodák ze Sierry Leone, přihlásil do prezidentských voleb. Onoje 9. prosince absolvoval lékařskou prohlídku, aby mohl kandidovat na prezidenta. Onojeho kampaň byla natolik medializována, že Viktor Șelin z PSRM na základě toho navrhl odebrat mu moldavské občanství.
Oazu Nantoi 11. ledna sdělil tisku, že bude kandidovat a že o této možnosti jednal s Vladem Filatem a dalšími představiteli Aliance pro evropskou integraci: „Jejich reakce byla mírně pozitivní. Zůstávám optimistou a doufám, že si zajistím podporu parlamentních poslanců a budu pokračovat ve své vlastní kandidatuře." Téhož dne navrhla PCRM jako kompromisního kandidáta bývalého předsedu Národní banky Moldavska Leonida Tălmaciho. Oba kandidáti se poté zaregistrovali u předsedy volební komise, aby se mohli ucházet o post prezidenta.
Moldavský ústavní soud 12. ledna zrušil neúspěšné prosincové volby, protože někteří poslanci porušili zákon, když v televizi ukázali, jak označili své hlasovací lístky.

#### Následky
Bylo oznámeno, že na duben je naplánováno nové ústavní referendum, po němž se budou konat prezidentské volby. Dne 15. ledna vydali vedoucí představitelé AEI společné prohlášení, v němž oznámili, že ústavní referendum se bude konat v dubnu. Premiér Vlad Filat uvedl, že „referendum o změně ústavy bude iniciováno, aby lidé měli možnost napravit ústavní nedostatky, které vyvolávají nekonečné politické krize". Úřadující prezident Marian Lupu dodal, že: „Moldavský prezident bude zvolen do měsíce po potvrzení výsledků referenda." Předseda liberálů Mihai Ghimpu pak uvedl, že změna ústavy je jediným řešením politické krize. Vedoucí představitelé AEI poté 10. února během zvláštního vystoupení na Moldova 1 svůj návrh na referendum stáhli. Dodalo, že datum nového prezidentského hlasování bude oznámeno 16. února při zahájení parlamentního zasedání.

### Třetí pokus
13. března hovořil Nicolae Timofti s poslancem Mihaiem Godeou, předsedou Strany demokratické akce, o očekávaných volbách a o tom, co by přimělo Godeu souhlasit s tím, aby ho volil. O dva dny později Godea oznámil svou podporu Timoftimu. Na konci schůzky s Timoftim 14. března se Igor Dodon ještě nerozhodl, zda ho podpoří.
Po jednání mezi Aliancí pro evropskou integraci a Stranou socialistů Moldavské republiky byl další pokus o volby stanoven na 16. března, poté, co parlament o devět dní dříve potvrdil toto datum, ačkoli PCRM hlasování bojkotovala s tím, že současný parlament je nelegitimní, a požadovala jeho rozpuštění. Tři rebelové z PCRM, kteří si říkali „socialisté" a které vedl Igor Dodon, navrhli, že podpoří Timoftiho. Dodon řekl: „Volba prezidenta je lepší než agresivní kampaň za nové parlamentní volby, které politickou krizi nevyřeší. Musíme krizi ukončit a pustit se do práce pro dobro země. Tak by měla jednat opozice, a ne volit pochody a pouliční demonstrace." Timofti řekl: „Evropská orientace Moldavska musí být prioritou. To byla politika Moldavska v posledních letech a v této politice je třeba pokračovat" a že „jsem přesvědčen, že Moldavsko nemá jinou budoucnost než evropskou." Hlasování bylo přesunuto z odpoledne na dopoledne. PCRM rovněž pohrozila, že hlasování naruší. Příznivci PCRM proti volbám protestovali, ale bývalý předseda Vladimir Voronin později uvedl, že strana vyzvala k pozastavení protestů.

#### Konečný výsledek
Timofti byl zvolen s podporou AEI, tří bývalých poslanců PCRM, kteří přeběhli k PSRM, a Mihaie Godea. Šéf volební komise Tudor Deliu oznámil výsledek s tím, že „po 917 dnech skončila epopej volby prezidenta". V projevu k novinářům poté, co ho moldavský ústavní soud 19. března potvrdil ve funkci hlavy státu, Timofti uvedl, že jeho inaugurace se pravděpodobně uskuteční 23. března. Podle článku 79 ústavy musí do 45 dnů složit prezidentskou přísahu.
| Kandidát           | Kandidát        | Strana          | Počet hlasů |
| ------------------ | --------------- | --------------- | ----------- |
|                    | Nicolae Timofti | nestraník       | 62          |
|                    |                 |                 |             |
| Celkem poslanců    | Celkem poslanců | Celkem poslanců | 101         |
| Zdroj: Moldova.org |                 |                 |             |